# 몰리 모린
몰리 모린(Mollie Maureen, 1904년 8월 16일 ~ 1987년 1월 26일)은 영국의 배우, 영화배우이다.
런던에서 사망하였다.

## 영화
- 사악한 여자 (1983년)
- 핑크 팬더 3 - 돌아온 핑크 팬더 (1974년)
- 셜록 홈즈의 미공개 파일 (1970년)
- 트위스티드 너브 (1968년)
- Z 카스 (1962년)